# Claudio Todesco
Claudio Todesco (Milano, 19 maggio 1969) è un giornalista italiano. È music editor dell'edizione italiana di Rolling Stone.
Caporedattore dal 1995 al 2013 della rivista mensile rock a tiratura nazionale Jam, è autore della biografia dei Pearl Jam Long Road  e del saggio Grunge. Il rock dalle strade di Seattle.

## Biografia
Laureato in Scienze Politiche, dal 1993 al 1995 intreccia collaborazioni giornalistiche con i mensili Class (Class Editori) e Tutto Musica (Mondadori), i settimanali Musica! di Repubblica e il quotidiano Liberazione. Nel 1995 entra a far parte della redazione del mensile diretto da Ezio Guaitamacchi Jam, di cui assume le funzioni di caporedattore. Nello stesso periodo fa parte del service editoriale di Hi, Folks!, partecipando alla direzione editoriale della collana musicale Arcana per la quale pubblica la biografia Pearl Jam - Long Road. Dal 2000 partecipa alla direzione editoriale delle collane musicali di Editori Riuniti.
Per Rizzoli ha supervisionato la realizzazione dei volumi 1000 canzoni che ci hanno cambiato la vita e 1000 concerti che ci hanno cambiato la vita, e ha curato la traduzione e l'adattamento dall'inglese dei libri AC/DC. Rock ad alto voltaggio e Pearl Jam Twenty, biografia ufficiale del gruppo di Seattle. Per Fabbri ha partecipato alla realizzazione delle opere a fascicoli Musiche dal mondo e Le regine della musica. Per Zanichelli ha coordinato il lavoro degli autori della sezione “artisti internazionali” del Dizionario del pop-rock.
Nel 2011 pubblica per Tsunami Grunge. Il rock dalle strade di Seattle, un saggio sulle connessioni fra i caratteri socio-culturali della città di Seattle e la musica che lì è nata, il grunge. Del volume hanno scritto: è "il primo vero grande libro su un momento particolare della storia del rock mai scritto in Italia"; "scrittura brillante e una documentazione accurata e appassionata"; "pone il grunge in una prospettiva diversa ed ha un taglio d'indagine di un saggio e la profondità di cui mancano molti libri sull'argomento".
Dopo aver collaborato con www.rockol.it, www.viasarfatti25.unibocconi.it e con il mensile IL del Sole 24 Ore, è diventato music editor di Rolling Stone.

## Opere
- Pearl Jam. Long Road - La storia, Arcana, 1997
- Grunge. Il rock dalle strade di Seattle, Tsunami, 2011